# Mitokondrielle Eva
Den mitokondrielle Eva er navnet på den senest fødte kvinde, som er stammoder til alle nulevende menneskers mitokondrie-DNA (mtDNA).
Alle nulevende mennesker nedstammer således igennem deres rent mødrene anelinje fra denne kvinde, som anslås at have levet for mellem 150.000 og 250.000 år siden i Afrika.

## Eksterne link
- Rebecca L Cann, Mark Stoneking, Allan C. Wilson, "Mitochondrial DNA and human evolution", Nature, 1987.